# San Nicola dell'Alto
San Nicola dell'Alto (albanès Shën Kolli, català Sant Nicolau de l'Alt) és un municipi italià, dins de la província de Crotona. L'any 2007 tenia 1.105 habitants. És un dels municipis on viu la comunitat arbëreshë. Limita amb els municipis de Carfizzi, Casabona, Melissa i Pallagorio.

## Evolució demogràfica
| Període | Identitat     | Partit        |
| ------- | ------------- | ------------- |
| 2006-   | Vincenzo Pace | Llista cívica |